# قلعة عسفان
قلعة عسفان أو قشلة عسفان قلعة أثرية تقع على قمة تل قرب مركز عسفان التابع لمحافظة جدة بمنطقة مكة غرب المملكة العربية السعودية.

## الموقع
تقع القلعة على قمة تلة بموقع قريب من الطرق المارة بمدينة عسفان غرب السعودية. تطل القلعة على الأودية الواقعة في تلك المنطقة، وهي مشرفة على الطريق المؤدي إلى المدينة المنورة.

## وصف القلعة
بنيت القلعة من الأحجار الصخرية التي جلبت من مناطق جبلية مجاورة، حيث تمتاز أغلب المنطقة بنوعية جيده من صخور البازلت، التي تأتي فوق تلال الكثانة المرتفعة المتاخمة للحرة الشرقية الموجوده في السهل الساحلي، والذي يفصل بين الحرتين الشرقية والغربية وادي الحمران الذي يقع شمال غرب القلعة.
كانت القلعة في الأساس توفر الحماية لطرق القوافل القريبة التي تمر بالمنطقة، وقوافل الحجاج التي تتجه من جدة إلى المدينة عن طريق الهجرة النبوية. التي جلبت من مناطق صخرية، حیث اكتُشف أن الأحجار الموجودة في القلعة تختلف عن أحجار الجبا ل الذي بنيت عليه على هيئة مربع، وفيها أربعة أبراج على الزوايا، وبرجان إضافيان على كل جدار.
ما تزال بعض الجدران والأبراج في القلعة بحالة جيدة نسبيًا، ولكن يبدو أن جزءا من التلة التي تقوم عليها القلعة قد أزيل بفعل أعمال البناء في الطريق المجاور لها، حيث أصبحت القلعة الآن على حافلة التلة، ولا تُعد تجربة الصعود إلى القلعة عبر شبكة الطرق بنفس القيمة التي كانت تتمتع بها في الزمن العثماني، صمدت القلعة قرون ولكن عند إنشاء طريق الهجرة السريع تم قَص جزء منها من جهتين شرقاً وغرباً مما أدى إلى تساقط اجزاء من أعمدة القلعة وهم مدخل الحجرات إلا انه في عام 2015م التفتت بلدية عسفان للقلعة التاريخية وقامة بإعادة بناء ما سقط من الأعمدة وترميمها كما أنشئت درج للصعود لها إلا أن للقلعة حجرات في الأسفل ومدخل النزول لها مهدوم ونأمل ان تلقى اهتمام من المسؤولين لاكتشافها وإعادتها كما كانت. ولا يعرف العلاقة بين القلعة والحصن الذي ذكره كل من ابن جبير في رحلته في القرن السادس الهجري حيث يرجح أنها بنيت خلال الفترة العباسية وأعيد بناؤها في العصر العثماني، وعاد ومر به في القرن الثامن الهجري ابن بطوطة، ولعلها بنيت على أنقاضه أو أنه موجود في مكان آخر.

## معرض الصور

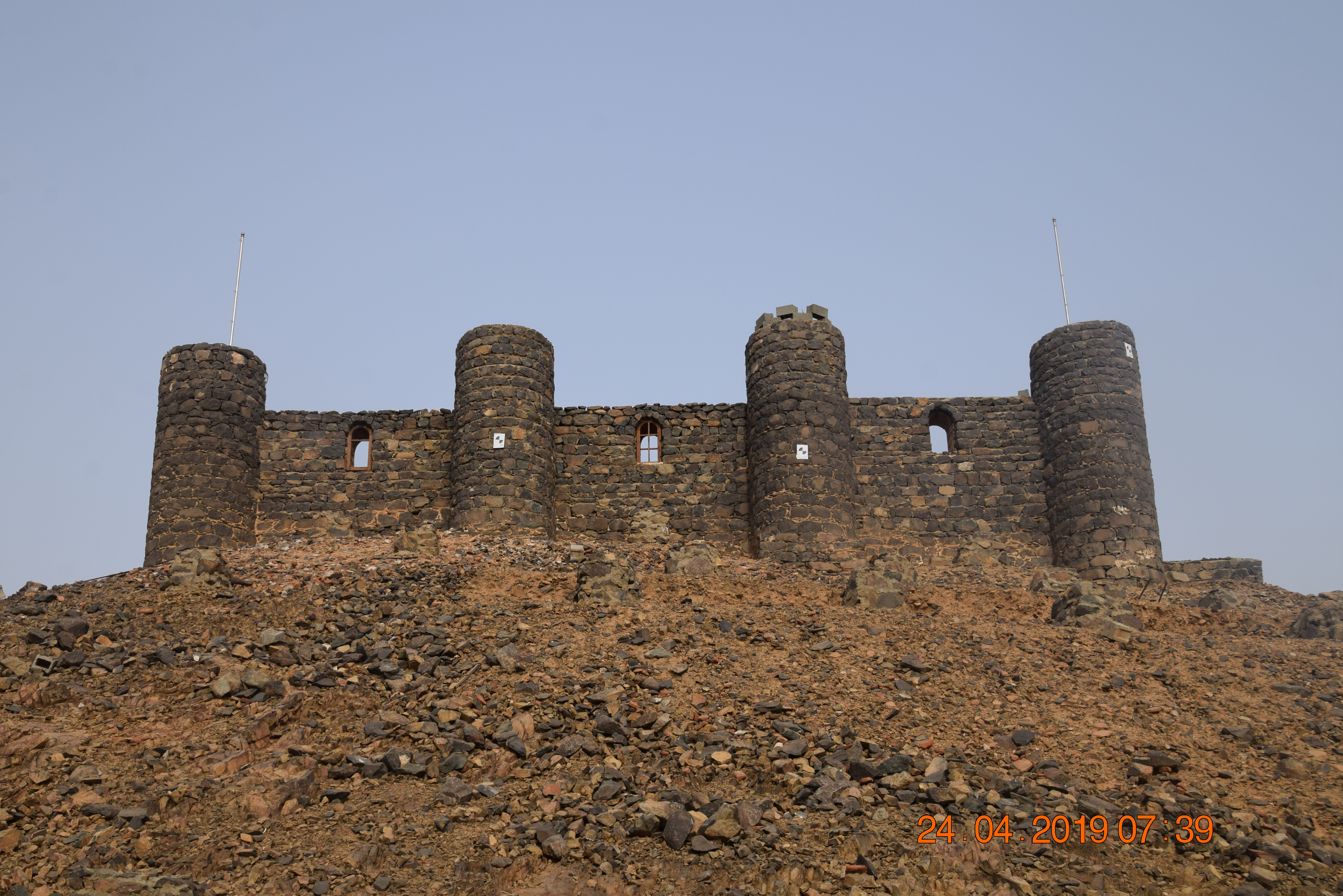
إحدى واجهات القلعة
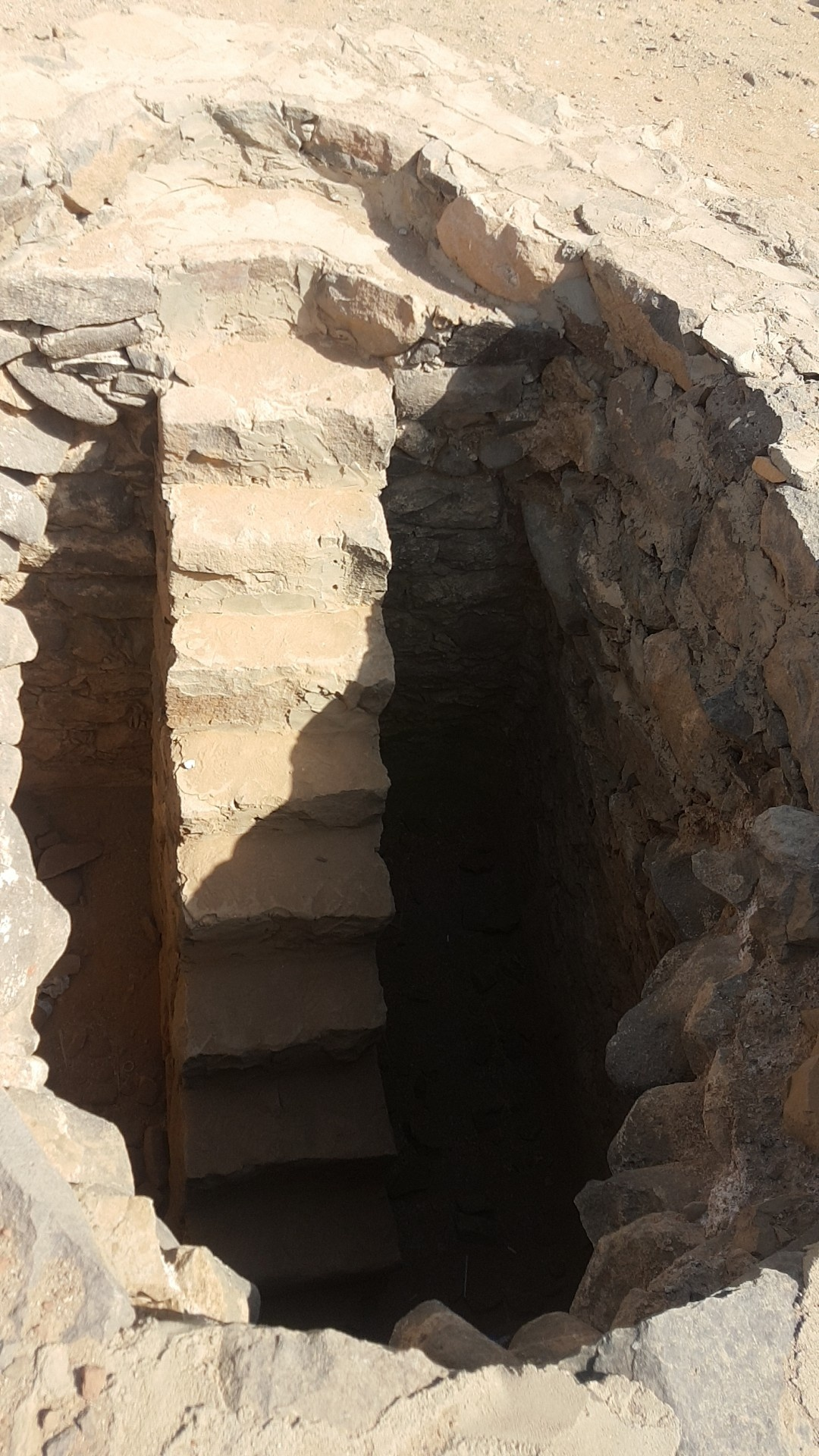
تخزين الذخيرة
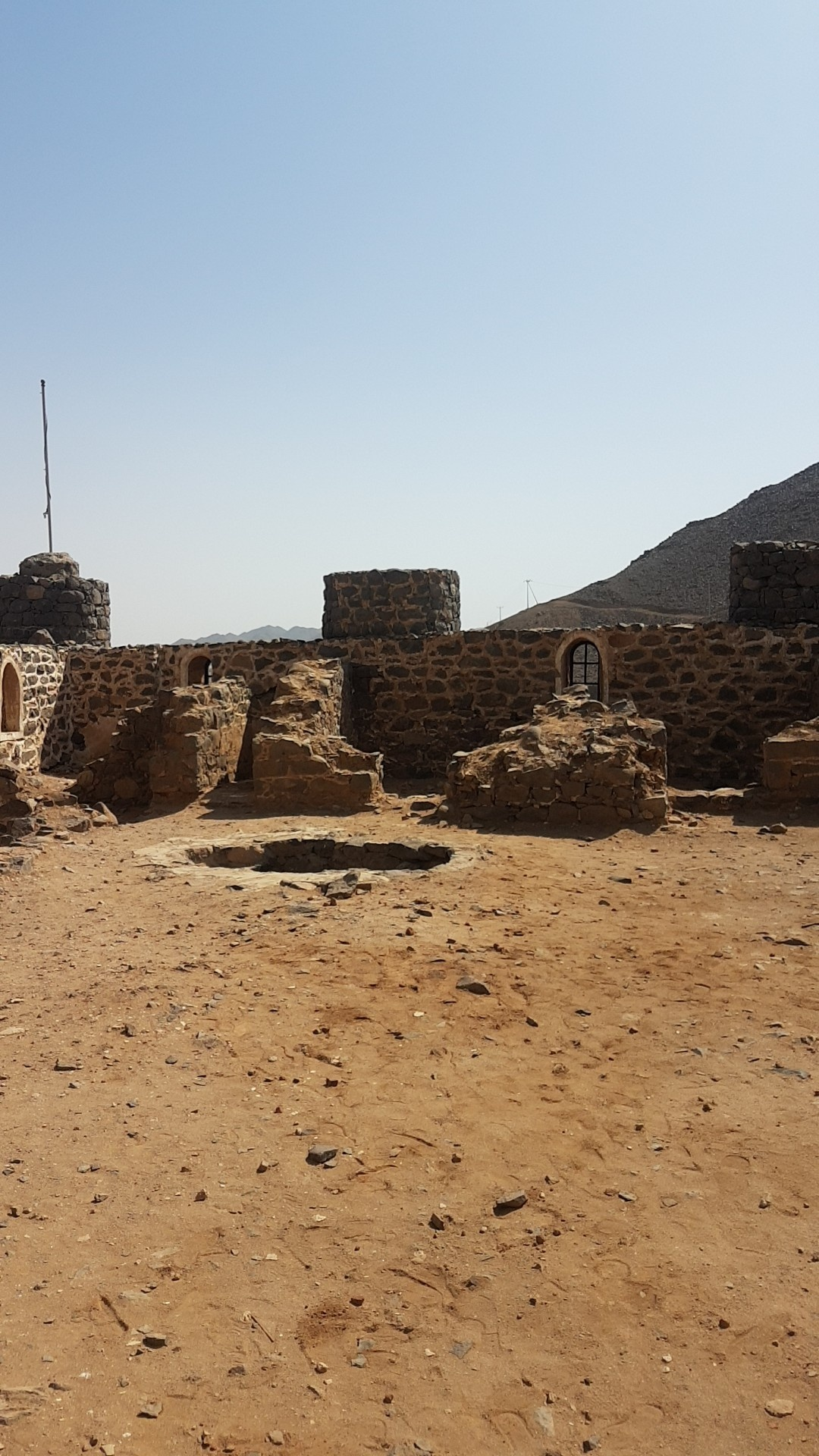
مواقع المدفعية
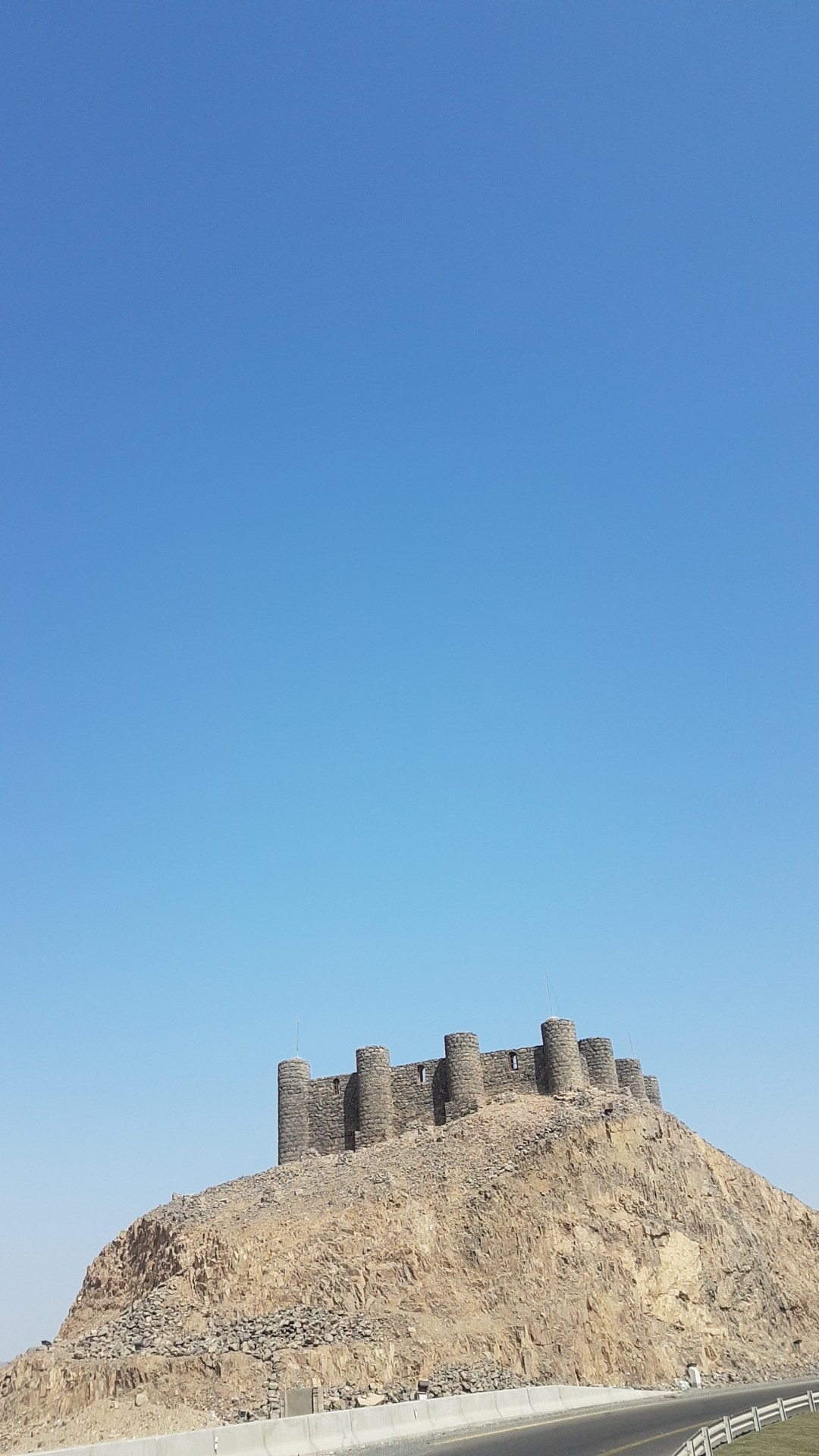
القلعة في أعلى الجبل